# Atletism la Jocurile Olimpice de vară din 2024 - 4x400 m (feminin)
Proba de atletism 4x400 m feminin de la Jocurile Olimpice de vară din 2024 a avut loc în perioada 9 - 10 august 2024 pe Stade de France.

## Recorduri
Înaintea acestei competiții, recordurile mondiale și olimpice erau următoarele:
| Record  | Atlet                                                                                 | Timp    | Loc                 | Data             |
| ------- | ------------------------------------------------------------------------------------- | ------- | ------------------- | ---------------- |
| Mondial | Uniunea Sovietică (Tatiana Ledovskaia, Olga Nazarova, Maria Pinighina, Olha Brîzhina) | 3:15,17 | Seul, Coreea de Sud | 1 octombrie 1988 |
| Olimpic | Uniunea Sovietică (Tatiana Ledovskaia, Olga Nazarova, Maria Pinighina, Olha Brîzhina) | 3:15,17 | Seul, Coreea de Sud | 1 octombrie 1988 |

## Program
Orele sunt ora Franței (UTC+1) 
| Data                    | Oră   | Etapă      |
| ----------------------- | ----- | ---------- |
| Vineri, 9 august 2024   | 10:40 | Primul tur |
| Sâmbătă, 10 august 2024 | 21:22 | Finala     |

## Rezultate

### Primul tur
S-au calificat în finală primele trei echipe din fiecare serie (C) și următoarele două echipe cu cel mai bun timp (c).

#### Seria 1
| Loc | Culoar | Țară                       | Atleți                                                                    | Reacție la start | Timp    | Note  |
| --- | ------ | -------------------------- | ------------------------------------------------------------------------- | ---------------- | ------- | ----- |
| 1   | 6      | Statele Unite ale Americii | Quanera Hayes, Shamier Little, Aaliyah Butler, Kaylyn Brown               | 0,243            | 3:21,44 | C, SB |
| 2   | 7      | Marea Britanie             | Yemi Mary John, Hannah Kelly, Jodie Williams, Lina Nielsen                | 0,202            | 3:24,72 | C, SB |
| 3   | 8      | Franța                     | Sounkamba Sylla, Shana Grebo, Alexe Déau, Amandine Brossier               | 0,172            | 3:24,73 | C     |
| 4   | 4      | Belgia                     | Hanne Claes, Imke Vervaet, Camille Laus, Helena Ponette                   | 0,226            | 3:24,92 | c     |
| 5   | 9      | Spania                     | Blanca Hervás, Berta Segura, Eva Santidrián, Carmen Avilés                | 0,151            | 3:28,29 |       |
| 6   | 5      | Norvegia                   | Josefine Tomine Eriksen, Lakeri Ertzgaard, Elisabeth Slettum, Amalie Iuel | 0,172            | 3:28,61 |       |
| 7   | 2      | Elveția                    | Giulia Senn, Julia Niederberger, Annina Fahr, Yasmin Giger                | 0,150            | 3:29,75 |       |
| 8   | 3      | Cuba                       | Melissa Padrón, Daily Cooper Gaspar, Sahily Diago, Roxana Gómez           | 0,244            | 3:33,99 |       |

#### Seria 2
| Loc | Culoar | Țară     | Atleți                                                                            | Reacție la start | Timp    | Note  |
| --- | ------ | -------- | --------------------------------------------------------------------------------- | ---------------- | ------- | ----- |
| 1   | 9      | Jamaica  | Andrenette Knight, Ashley Williams, Charokee Young, Stephenie Ann McPherson       | 0,182            | 3:24,92 | C, SB |
| 2   | 4      | Olanda   | Eveline Saalberg, Lieke Klaver, Myrte van der Schoot, Lisanne de Witte            | 0,195            | 3:25,03 | C     |
| 3   | 8      | Irlanda  | Sophie Becker, Phil Healy, Kelly McGrory, Sharlene Mawdsley                       | 0,204            | 3:25,05 | C     |
| 4   | 7      | Canada   | Zoe Sherar, Aiyanna Stiverne, Lauren Gale, Kyra Constantine                       | 0,162            | 3:25,77 | c     |
| 5   | 5      | Italia   | Ilaria Accame, Anna Polinari, Giancarla Trevisan, Alice Mangione                  | 0,235            | 3:26,50 |       |
| 6   | 6      | Polonia  | Anastazja Kuś, Justyna Święty-Ersetic, Aleksandra Formella, Alicja Wrona-Kutrzepa | 0,172            | 3:26,69 |       |
| 7   | 3      | Germania | Skadi Schier, Alica Schmidt, Mona Mayer, Eileen Demes                             | 0,150            | 3:26,95 |       |
| 8   | 2      | India    | Vithya Ramraj, Jyothika Sri Dandi, M. R. Poovamma, Subha Venkatesan               | 0,175            | 3:32,51 |       |

### Finala
| Loc | Culoar | Țară                       | Atleți                                                                         | Reacție la start | Timp    | Note |
| --- | ------ | -------------------------- | ------------------------------------------------------------------------------ | ---------------- | ------- | ---- |
| 1   | 6      | Statele Unite ale Americii | Shamier Little, Sydney McLaughlin-Levrone, Gabrielle Thomas, Alexis Holmes     | 0,198            | 3:15,27 | RC   |
| 2   | 5      | Olanda                     | Lieke Klaver, Cathelijn Peeters, Lisanne de Witte, Femke Bol                   | 0,191            | 3:19,50 | RN   |
| 3   | 7      | Marea Britanie             | Victoria Ohuruogu, Laviai Nielsen, Nicole Yeargin, Amber Anning                | 0,200            | 3:19,72 | RN   |
| 4   | 4      | Irlanda                    | Sophie Becker, Phil Healy, Phil Healy, Sharlene Mawdsley                       | 0,207            | 3:19,90 | RN   |
| 5   | 9      | Franța                     | Sounkamba Sylla, Shana Grebo, Amandine Brossier, Louise Maraval                | 0,196            | 3:21,41 | RN   |
| 6   | 2      | Canada                     | Zoe Sherar, Savannah Sutherland, Kyra Constantine, Lauren Gale                 | 0,156            | 3:22,01 | SB   |
| 7   | 3      | Belgia                     | Naomi Van den Broeck, Imke Vervaet, Hanne Claes, Helena Ponette                | 0,136            | 3:22,40 | SB   |
| 8   | 8      | Jamaica                    | Stacey Ann Williams, Andrenette Knight, Shiann Salmon, Stephenie Ann McPherson | 0,153            | NT      |      |